# دوق برابانت
دوق برابنت كان في السابق حاكم دوقية برابنت بالبلدان المنخفضة، منذ عام 1183 /1184. وقد أنشأ اللقب الإمبراطور الألماني فريدريك الأول بربروسا لصالح هنري الأول من عائلة ريخينار، ابن خودفري الثالث من لوفين (كان دوق لورين المنخفضة في هذا الوقت).

## عائلةفالوا
دوق برابانت، Dukes of Lothier ودوق ليمبورخ:
- أنتوني، دوق برابانت (1406–1415) (inherited title from his aunt, Joanna)
- John IV, Duke of Brabant (1415–1427)
- Philip I of Saint-Pol (1427–1430)
- فيليب الطيب (1430–1467)
- شارل الجريء (1467–1477)
- ماري دوقة بورغونيا (1477–1482)

## هابسبورغ
- ماكسيمليان الأول (إمبراطور روماني مقدس) (regent, 1482–1494)
- فيليب الأول ملك قشتالة (1494–1506)
- كارلوس الخامس (1506–1555)
- فيليب الثاني ملك إسبانيا (1555–1598)

usurpation by Francis, Duke of Anjou (Valois) (1582–1584)
- إيزابيلا كلارا يوجينيا and Albert (1598-1621)
- فيليب الرابع ملك إسبانيا (1621-1665)
- كارلوس الثاني ملك إسبانيا (1665-1700)

## آل بوربون
- فيليب الخامس ملك إسبانيا (1700-1706)

## هابسبورغ
- كارل السادس (إمبراطور روماني مقدس) (1706-1740)
- ماريا تيريزا (1740-1780)
- جوزيف الثاني (1780-1789)
- ليوبولد الثاني إمبراطور الرومانية المقدسة (1790-1792)
- فرانسيس الثاني (1792-1794)

## إحياء اللقب في التقليد المعاصر

### دوقية ساكسونيا كوبورغ وغوتا
- ليوبولد الثاني ملك بلجيكا (1840–1865)
- الأمير ليوبولد، دوق برابانت، ابن ليوبولد الثاني (1865–1869)
- ليوبولد الثالث ملك بلجيكا (1909–1934)
- بودوان الأول ملك بلجيكا (1934–1951)
- فيليب ملك بلجيكا (1993-2013)
- إليزابيث (2013-حتى الآن)

### عائلة بوربون
- خوان كارلوس الأول، ملك إسبانيا
- فيليب السادس، ملك إسبانيا